# Pemo
Pemo est une localité de la République démocratique du Congo, située dans la province du Bas-Congo, a l'Ouest du pays.